# Eschweger Seife
Eschweger Seife oder Halbkernseife war ein Produkt der Seifenfabrik Dircks & Thorey. Das Unternehmen wurde im Jahr 1834 in Eschwege im heutigen nordhessischen Werra-Meißner-Kreis als Tabakgroßhandel gegründet. In den 1840er Jahren wurde mit der Herstellung von Seifenprodukten begonnen.

## Seifenfabrik Dircks & Thorey

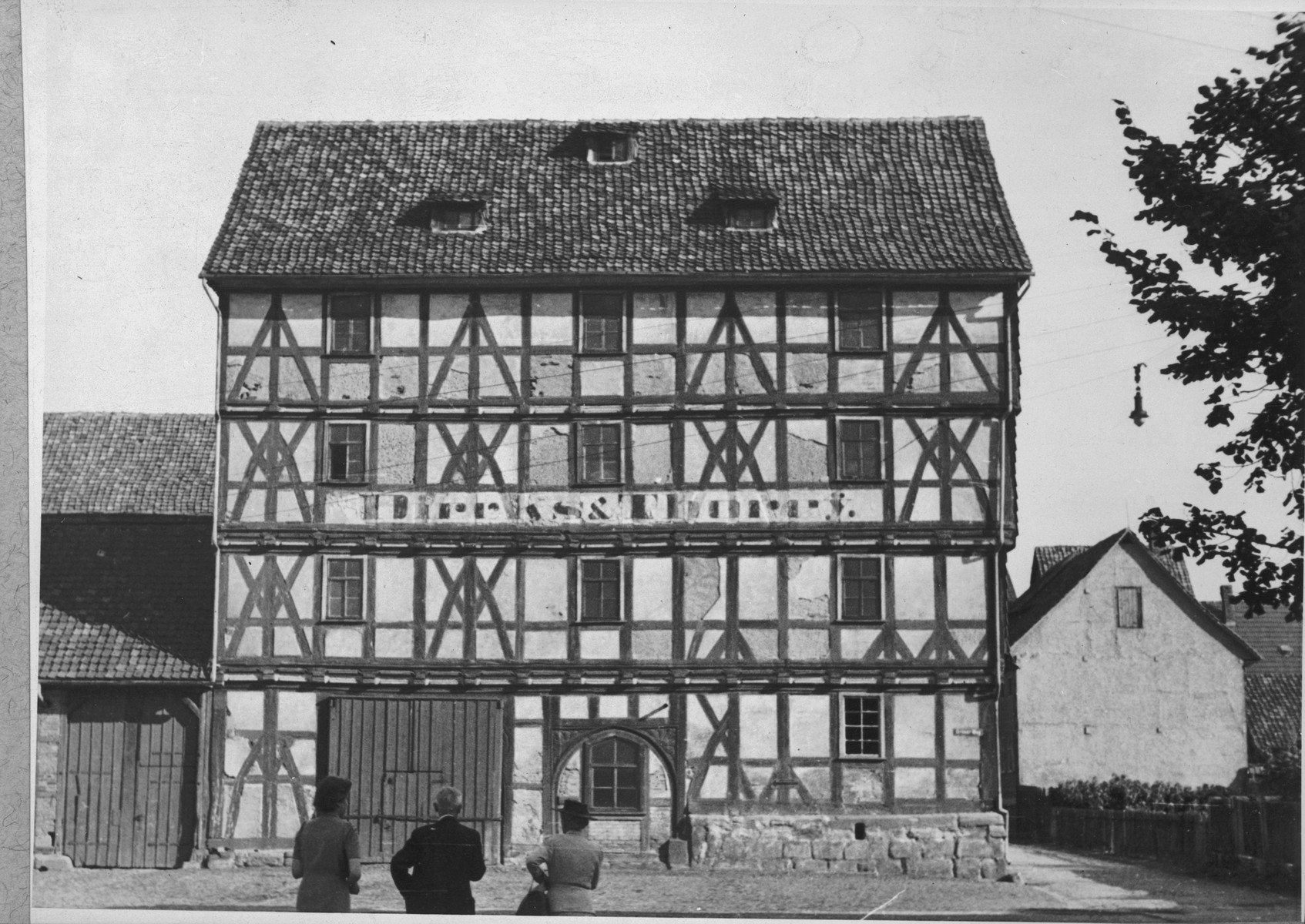
Die Seifenfabrik Dircks & Thorey am Grünen Weg in Eschwege.
(Aufnahme aus dem Jahr 1944)

Die Firma Dircks & Thorey fing zunächst als Handelsunternehmen für inländischen Rohtabak an, weitete dann ihren Geschäftsbereich auf den Handel mit Pflanzenölen und Fetten aus. Ab den 1840er Jahren verarbeitete der Betrieb die Öle und Fette auch zu Seifenprodukten, wie Kernseifen, Feinseifen, Textilseifen und Seifenpulver.
Im Jahr 1959 feierte die Firma ihr 125. Jubiläum. Bald darauf wurde der Betrieb eingestellt. In späteren Adressbüchern erscheint sie mit ihrem Betriebsgelände am Grünen Weg im Süden der historischen Innenstadt Eschweges nur noch als Garagenvermietung.

## Herstellungsverfahren
Um 1846 gelang der Firma die Entwicklung eines Verfahrens, bei dem der Seifenkern nicht mehr, wie bei Kernseifen, vollständig aus dem Seifenleim abgeschieden wurde.
Dabei wurde zunächst, wie bei der Herstellung von Kernseifen, mit dem Aussalzen durch Zusatz einer konzentrierten Kochsalzlösung (Natriumchlorid) begonnen. Das Aussalzen des Seifenkerns, der hauptsächlich die Natriumsalze der Fettsäuren enthält, wurde unterbrochen, sobald sich die Emulsion des Seifenleims in zwei Phasen zu trennen begann. Durch behutsames Rühren wurden die beiden Phasen miteinander vermengt. Nach dem Erkalten konnte die feste Seifenmasse in Stücke geschnitten werden, die eine feinmarmorierte Oberfläche zeigten.
Durch die unvollständige Abtrennung blieben die Nebenprodukte der Verseifung, wie Glycerin, und ein erheblicher Wasseranteil im Produkt zurück. Die Seifenfabrik konnte daher hohe Produktausbeuten erzielen. Es wird berichtet, das aus 100 kg Öl, meist Palmkernöl oder Kokosöl, bis zu 200 kg feste Halbkernseife hergestellt werden konnte. Dagegen konnte aus der gleichen Menge Öl nach dem traditionellen Verfahren nur etwa 150 kg Kernseife gewonnen werden.

## Marktbedeutung
Die Halbkernseife der Eschweger Seifenfabrik wurde trotz ihres hohen Wasseranteils von fast 50 % hart und zeigte vor allem bei der Textilreinigung eine hohe Wirksamkeit. Dabei wird sie als eine milde Seife beschrieben, die das Gewebe der Textilien und die Haut der Wäscherinnen nicht angriff. Durch ihren geringen Anteil an verseiften Ölen konnte sie günstig angeboten werden.
Die Nachfrage nach dem beliebten Produkt stieg in den 1850er Jahren stark. Die Seife wurde bald von zahlreichen Herstellern nachgeahmt, so von den Seifenfabriken Vaubel & Martenstein und Carl Naumann in Offenbach, die sie ebenfalls als „Eschweger Seife“ auf den Markt brachten.
Seifen mit der Bezeichnung „Eschweger Seife“ wurden spätestens in den 1870er Jahren zur verbreitetsten Seifensorte im damaligen Deutschland, obwohl sie nicht mehr ausschließlich in der nordhessischen Kleinstadt produziert wurden. Eschweger Seife blieb bis in das frühe 20. Jahrhundert ein günstiges und erfolgreiches Produkt.